# Puget Sound
Der Puget Sound (ˈpjuːdʒɪt saʊnd) ist eine Meeresbucht im Nordwesten des US-Bundesstaats Washington und Teil der Salish-See.
Die ca. 150 km lange, inselreiche und weitverzweigte Bucht wurde von George Vancouver nach Peter Puget, einem seiner Offiziere, benannt. Die Indianer dieser Gegend nannten den Puget Sound „Whulge“. Am nördlichen Haupteingang liegen westlich Point Wilson auf der Olympia-Halbinsel sowie Point Partridge auf Whidbey Island. Daneben gibt es noch zwei weitere Zugänge. Der Puget Sound ist von zahlreichen Verwerfungen durchzogen und zählt damit zu den aktiven Erdbebengebieten der Erde.
Am 4. Juli 1792 beanspruchte Vancouver die Bucht für Großbritannien. Sie wurde Teil von Oregon Country und 1846 durch den Oregon-Kompromiss (Oregon Treaty) zum Gebiet der Vereinigten Staaten von Amerika.
In den Jahren 1855 und 1856 kam es zu bewaffneten Auseinandersetzungen zwischen der Armee der Vereinigten Staaten und mehreren Indianergruppen am Puget Sound, die nach der Region Puget-Sound-Krieg genannt wurden.
Mit dem Vertrag von Point Elliott wurden 22 der knapp 30 Indianerstämme in Reservate umgesiedelt. Viele Orts- und Flussnamen erinnern an sie. So ist etwa Seattle die verballhornte Version des Namens eines Indianerhäuptlings.

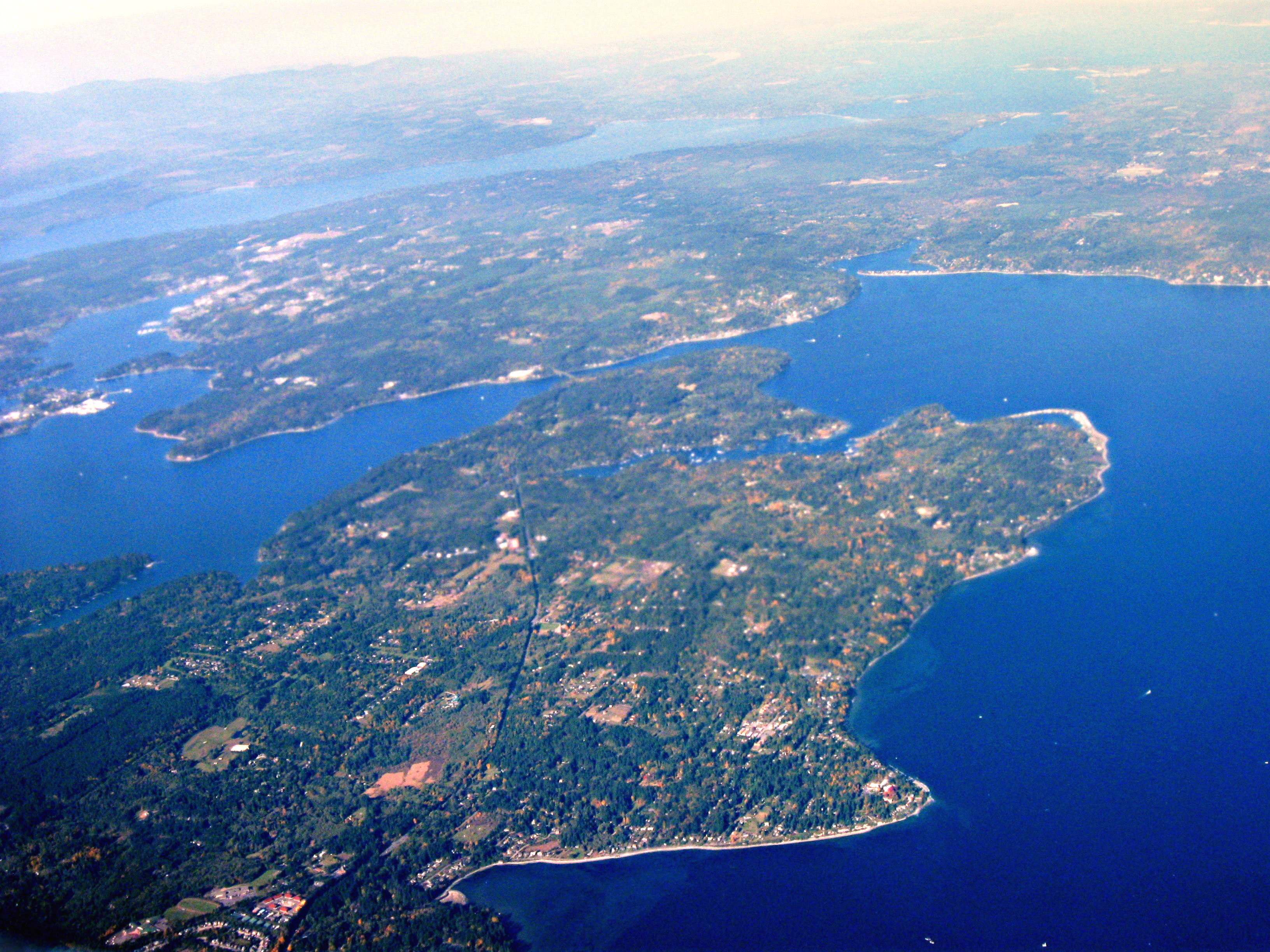
Bainbridge Island und Agate Passage

Die urbane Region des Puget Sounds liegt um die Stadt Seattle und umfasst neun Landkreise (Countys). Neben der größeren Stadt Tacoma liegen am Sound noch vier kleinere Städte. Sowohl Seattle als auch Tacoma haben große Industriehäfen am Puget Sound.
Einige der größten Arbeitgeber in der Region sind Boeing in Everett und Renton sowie die Microsoft Corporation, die in Redmond ihren Firmensitz hat. Knapp die Hälfte aller Microsoft-Mitarbeiter weltweit, nämlich rund 42.000, arbeiten in der Region Puget Sound. Die Puget Sound Naval Shipyard liegt ebenfalls am Puget Sound, eine weitere Werft, die Lockheed Shipbuilding and Construction Company, wurde 1987 geschlossen.
Die Meeresenge gibt dem Weinbaugebiet Puget Sound AVA ihren Namen.
| Landkreise (Countys) | Großstädte                                               | Größere Inseln |
| - Island County - Jefferson County - King County - Kitsap County - Mason County - Pierce County - Skagit County - Snohomish County - Thurston County | - Seattle - Tacoma                                       | - Anderson Island - Bainbridge Island - Camano Island - Fidalgo Island - Fox Island - San Juan Islands - Whidbey Island - Vashon Island |
| - Island County - Jefferson County - King County - Kitsap County - Mason County - Pierce County - Skagit County - Snohomish County - Thurston County | Weitere Städte                                           | - Anderson Island - Bainbridge Island - Camano Island - Fidalgo Island - Fox Island - San Juan Islands - Whidbey Island - Vashon Island |
| - Island County - Jefferson County - King County - Kitsap County - Mason County - Pierce County - Skagit County - Snohomish County - Thurston County | - Everett - Bellevue - Bremerton - Olympia - Federal Way | - Anderson Island - Bainbridge Island - Camano Island - Fidalgo Island - Fox Island - San Juan Islands - Whidbey Island - Vashon Island |